# 7051 Sean
7051 Sean (1985 JY) là một tiểu hành tinh nằm phía ngoài của vành đai chính được phát hiện ngày 13 tháng 5 năm 1985 bởi C. S. Shoemaker và E. M. Shoemaker ở Palomar.